# San Diego Museum of Art
Il San Diego Museum of Art è situato nel Balboa Park di San Diego, in California, ed è dedicato in particolare alla pittura spagnola e italiana.

## Storia
Il museo fu fondato nel 1926, con il nome di "Fine Arts Gallery of San Diego", e solo nel 1978 ha assunto la denominazione attuale. L'idea dalla costituzione di un museo nacque in seguito alle celebrazioni per l'apertura del Canale di Panama, svoltesi a San Diego nel 1915 - 1916, quando nell'ambito dell'Esposizione Internazionale furono presentate insieme collezioni di opere d'arte americana ed europea. Negli anni venti fu progettato e costruito nel Balboa Park l'edificio che avrebbe ospitato le gallerie d'arte, avvalendosi della collaborazione di importanti architetti, tra cui William Templeton Johnson e Chris Mueller.
Inaugurato il 28 febbraio 1926, il museo, grazie a donazioni, si arricchì di importanti collezioni; ospitò inoltre numerose mostre e conferenze anche durante la Seconda guerra mondiale, sia pure in un'altra sede provvisoria.
Nel dopoguerra il patrimonio museale si è ampliato, comprendendo l'arte contemporanea sia europea che americana e la scultura; altre donazioni hanno aggiunto collezioni dedicate all'arte indiana e asiatica, e opere di Toulouse-Lautrec.

## Le collezioni

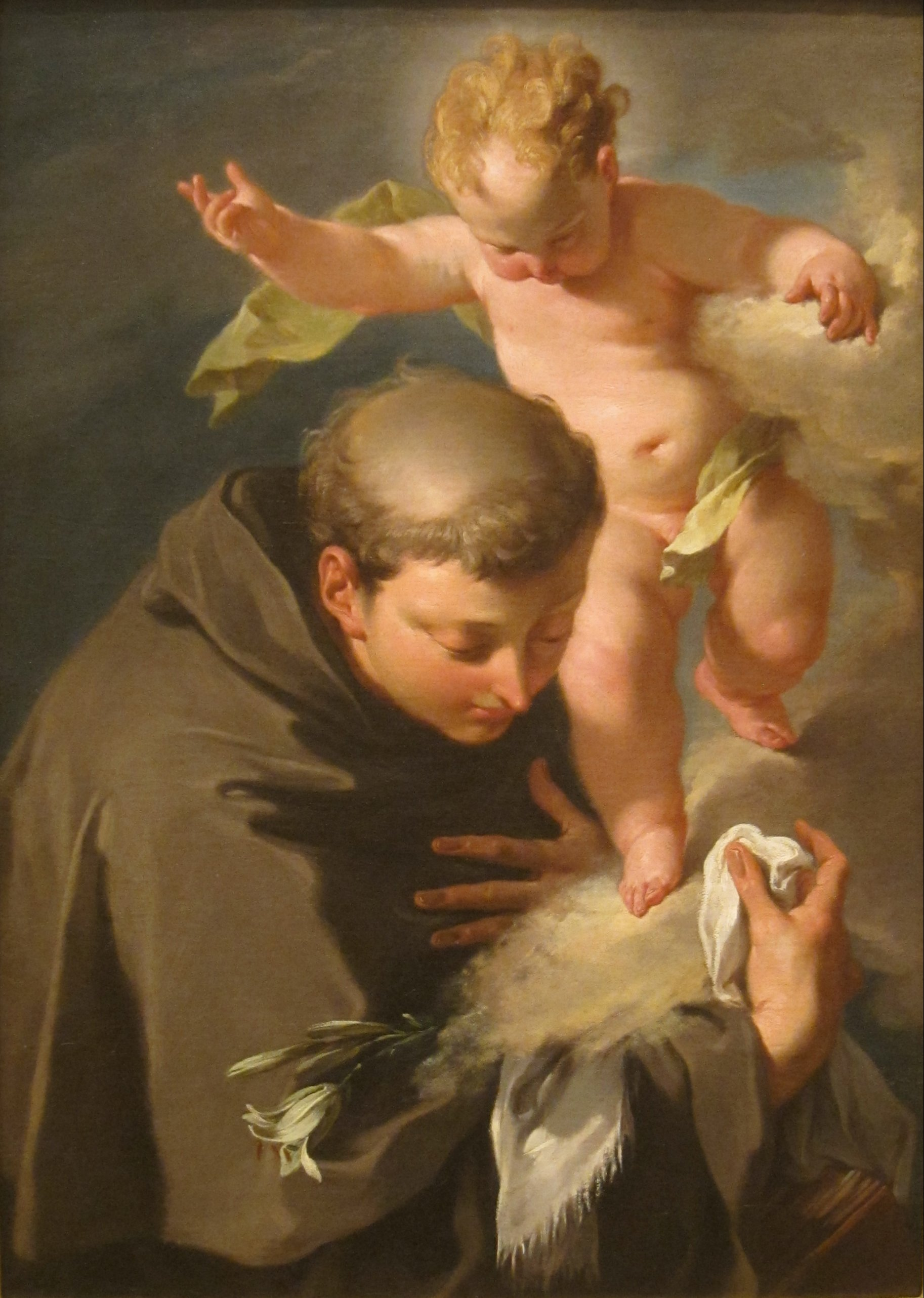
La visione di S.Antonio da Padova di Giambattista Pittoni, 1730, San Diego Museum, California, Stati Uniti

Nella sezione dedicata all'arte europea, il museo custodisce alcune opere di grandi pittori italiani, dal Duecento al Settecento, come Giotto (Eterno e angeli), Beato Angelico, Carlo Crivelli (Madonna Huldschinsky), Cosmè Tura, Giorgione (Ritratto d'uomo Terris), Veronese, Giambattista Pittoni (La visione di sant'Antonio), Tiepolo, Canaletto, Bellotto, Guardi e Batoni.
La Spagna è rappresentata da Bermejo, El Greco, Sánchez Cotán, Zurbarán, Goya, Sorolla; la Francia da Vouet, Ingres, Bouguereau, Daumier, Monet, Degas, Renoir, Braque e Matisse, e da un'importante raccolta di stampe, disegni e dipinti di Toulouse-Lautrec.  Tra i fiamminghi, Hals, Rubens, Ruisdael e Van Dyck.
La sezione riservata all'arte americana, sia di matrice culturale anglosassone che ispanica, raccoglie opere di artisti contemporanei, tra cui Robert Henri, John Sloan, George Bellows, Mary Cassatt, Diego Rivera, Rufino Tamayo.
L'arte contemporanea e del dopoguerra è illustrata da opere di René Magritte, Joan Miró, Josef Albers, Stuart Davis, Jean Dubuffet, Frank Stella e Wayne Thiebaud.
La collezione di arte asiatica comprende circa 7000 oggetti, in un arco temporale compreso tra il 1600 a.C. ad oggi. Sono presenti dipinti, sculture buddiste cinesi e giapponesi, bronzi, ceramiche, stampe, manufatti in giada, ferro battuto, carta e tessuto. Alcuni manoscritti medievali testimoniano la cultura dell'antica Persia, mentre spade e oggetti d'uso domestico documentano la vita dei samurai del periodo Edo in Giappone.
Le culture dell'Africa, del Pacifico e dei Nativi americani sono documentate attraverso circa 900 pezzi, tra cui un avorio hawaiano del XIX secolo.
Completa l'esposizione una vasta raccolta di fotografie, con i ritratti, opera di Arnold Newman, e i paesaggi messicani di inizio secolo scorso.